# محمد نذیر
محمد نذیر (انگلیسی: Muhammad Nazir؛ زادهٔ ۲۰ اوت ۱۹۳۰) کشتی‌گیر اهل پاکستان بود.